# Кипријан Кијевски
Свети митрополит Кипријан (рус. Киприан; 1330—1406) је руски светитељ и митрополит града Кијева, Русије и Литваније (1375—1380) и митрополит кијевски и све Русије (1389—1406), књижевник и преводилац.

## Биографија
Рођен је око 1330. године у Великом Трнову. Био је Србин по националности, према руском историчару Н. Надеждину; старији рођак - стриц српског хроничара Григорија Цамблака којег је срео 1379. године током пропутовања у Трнову. Замонашио се у манастиру Килифарево. Убрзо је напустио Бугарску и отишао прво у Цариград, а затим на Свету гору, око 1363. године.
На Светој гори Кипријан је упознао и постао пријатељ са представницима исихазма и патријархом Филотејем Цариградским (1354—1355. и 1364—1376). Тамо се бавио превођењем и преписивањем књига богослужбених, а и сам је писао, пошто је био врло учен. Писао је касније у Русији посланице, описао живот Св. Петра, грамату опраштања и друго. Вредно пажње је његово дело звано "Кипријански рукопис" из 14. века, настао у Русији, који се у оквиру "службеника" (књиге) његовог чувао у московској Синодијалној библиотеци. Аутор је у њему опширно описао обред "обручења и венчања" у православној цркви.
Цариградски pатријарх Филотеј га је поставио за митрополита Кијева. Био је у ствари прво митрополит Галички (од 1376) а потом и целе Русије. Кипријан је однео са собом у Русију много старо-српских рукописа. Подигао храм у част трију великих јерараха: Светог Василија Великог, Светог Григорија Богослова и Светог Јована Златоуста. Велике невоље претрпео је као митрополит, но све је поднео благодушно, и својим плодотворним радом много користио Руској цркви. У звању митрополитском провео близу тридесет година. Управљао је руском црквом 1381−1383. и 1390−1406. године. Доживео дубоку старост, а пред смрт написао једну опроштајницу, која му је прочитана на гробу.
Умро је 16. септембра 1406. године. Постао је као најзначајнији црквени управљач и писац - руски светац. Његове свете мошти чувају се у Успенској цркви у Москви.
Православна црква прославља Светог Кипријана Кијевског 16. септембра по јулијанском календару. Његов лик је овековечио руски иконописац И.К.Кондрат, на фрески у Крсто-Благовештенској цркви српског подворја у Москви.